# Ostrava Kamera Oko
Ostrava Kamera Oko je mezinárodní kameramanský filmový festival, který se v Ostravě koná od roku 2009. Festival se zaměřuje na kameramanskou tvorbu osobností Česka i zahraničí. Program tvoří soutěžní sekce celovečerních a krátkometrážních snímků, industry sekce, v níž se setkávají odborníci i studenti evropských filmových škol, a prezentace tvůrců. Doprovodný program tvoří prohlídky po městě, hudební program, přednášky a výstavy. Festival je typický využíváním netradičních ostravských a okolních míst, často industriálních prostor, kde pořádá site-specific projekce.